# Leefbaar Nederland
Leefbaar Nederland (neerlandès Països Baixos Habitables, LN) fou un partit polític neerlandès de caràcter populista, fundat el 21 de març de 1999. Té els seus orígens en les llistes municipals independents formades al marge dels partits estatals, que duien la marca Leefbaar. El 1999 Henk Westbroek d'Utrecht i Jan Nagel de Hilversum, van fundar un partit d'abast estatal. Presentaren un programa de 10 punts: més referèndums, menys burocràcia, política d'asil polític justa i més llibertat personal.
El 2001 anà creixent i formà oposició al govern de Wim Kok, i guanyà notorietat quan Pim Fortuyn en fou nomenat cap., però el 10 de febrer del 2002 aquest abandonà el partit per a crear el seu propi partit, la Llista Pim Fortuyn, amb la que es va presentar a les eleccions de 2002 i 2003. LN s'hi presentà amb Fred Teeven com a cap i només assolí 2 escons.
A les eleccions de 2003 no va assolir representació. Aquest fet, agreujat pels enfrontaments interns entre els dos aspirants a cap, Teeven i Emile Ratelband, així com una fort endeutament, provocaren la seva dissolució el 10 de setembre de 2007.

## Resultats electorals

### Cambra de Representants
| Any  | Lijsttrekker          | Vots    | %   | Escons  | +/– | Govern            |
| ---- | --------------------- | ------- | --- | ------- | --- | ----------------- |
| 2002 | Fred Teeven           | 153,055 | 1.6 | 2 / 150 | Nou | Oposició          |
| 2003 | Haitske van der Linde | 38,894  | 0.4 | 0 / 150 | 2   | Extraparlamentari |